# Красавин, Евгений Александрович
Евгений Александрович Красавин (20 апреля 1942, Дубна, Московская область — 17 июля 2025, Дубна, Московская область) — специалист в области общей и медицинской радиобиологии, член-корреспондент РАН (2011).

## Биография
Родился 20 апреля 1942 года в городе Дубна Московской области.
В 1965 году — окончил Ивановский государственный медицинский институт.
В 1971 году — защитил кандидатскую диссертацию, тема: «Радио-биологические эффекты тяжёлых ионов и изучение воздействия модифицирующих факторов».
С 1971 по 1980 годы — научный сотрудник Института медико-биологических проблем М3 СССР.
С 1980 по 1995 годы — работал в Лаборатории ядерных проблем ОИЯИ, пройдя путь от старшего научного сотрудника до начальника отдела биофизики.
В 1985 году — защитил докторскую диссертацию, тема: «Механизмы, определяющие различия в биологической эффективности излучений с разными физическими характеристиками».
В 1989 году — присвоено учёное звание профессора.
С 1995 года по 2025 год — начальник Отделения радиационных и радиобиологических исследований ОИЯИ, с 2005 года — директор Лаборатории радиационной биологии ОИЯИ.
22 декабря 2011 года избран членом-корреспондентом РАН.
Скончался 17 июля 2025 года.

## Научная деятельность
Специалист в области общей и медицинской радиобиологии.
Научные интересы:
- исследование биологического действия ионизирующих излучений с разными физическими характеристиками;
- радиобиологические эффекты, радиационно-индуцированный мутагенез;
- цитогенетические эффекты малых доз облучения;
- исследование действия ускоренных ионов на структуры и функции центральной нервной системы;
- математическое моделирование биофизических систем.

Автор и соавтор более 270 работ и трех монографий.

### Подготовка научных кадров
С 1998 года — заведующий кафедрой биофизики в университете «Дубна».

### Научно-организаторская деятельность
- член Научных советов РАН по проблемам «Радиобиология», «Физика тяжёлых ионов»;
- член Координационного научно-технического совета Федерального космического агентства;
- член программных комитетов и оргкомитетов различных международных совещаний и конференций;
- член редколлегий ряда научных журналов.

## Награды
- Медаль ордена «За заслуги перед Отечеством» II степени (1996)[5]
- Звание «Заслуженный деятель науки и техники Московской области» (2001)
- Медаль «50 лет участия Польши в ОИЯИ» (2006)
- Нагрудный знак «Почётный работник науки и техники Российской Федерации» (2006)
- Почётная памятная медаль «За заслуги перед наукой и Объединенным институтом ядерных исследований» (2011)
- Медаль «Юрий Алексеевич Гагарин» за заслуги перед отечественной космонавтикой (2011)
- Высшая награда Академии наук Монголии — золотая медаль «Хубилай-хаан» (2013)
- Премии ОИЯИ (1981, 1987, 1991, 1999, 2008, 2009)